# Phyllanthus ventuarii
Phyllanthus ventuarii är en emblikaväxtart som beskrevs av Eugene Jablonszky. Phyllanthus ventuarii ingår i släktet Phyllanthus och familjen emblikaväxter. Inga underarter finns listade i Catalogue of Life.